# Herbert Ellsworth Slaught
Herbert Ellsworth Slaught   (Watkins Glen, 21 de juliol de 1861 - Chicago, 21 de maig de 1937) va ser un matemàtic nord-americà, que va ser editor de la revista American Mathematical Monthly i president de la Societat Americana de Matemàtiques.

## Vida i Obra
Salught, nascut a l'àrea dels Finger Lakes (centre de l'estat de Nova York), va deixar el seu lloc natal als tretze anys, per la fallida econòmica de la granja familiar. La família es va traslladar a Hamilton (Nova York) on va poder estudiar a la Colgate University, graduant-se el 1883. Després de donar classes de matemàtiques durant uns anys a la Peddie School de Hightstown (Nova Jersey), va rebre el 1892 una beca per estudiar a la universitat de Chicago, on va obtenir el doctorat el 1898. Slaught va romandre la resta de la seva vida acadèmica a la universitat de Chicago, fins que es va retirar el 1931.
El 1907, va esdevenir editor de la American Mathematical Monthly, una revista dirigida als professors de matemàtiques de secundària. Durant els seus anys com a editor de la revista va treballar activament per ampliar la base de la revista. Va ser membre fundador del National Council of Teachers of Mathematics i membre i president de la Societat Americana de Matemàtiques. No va fer recerca en el camp de les matemàtiques, però el seu encertat mestratge va inclinar molts joves en aquesta disciplina.